# أكرونيا

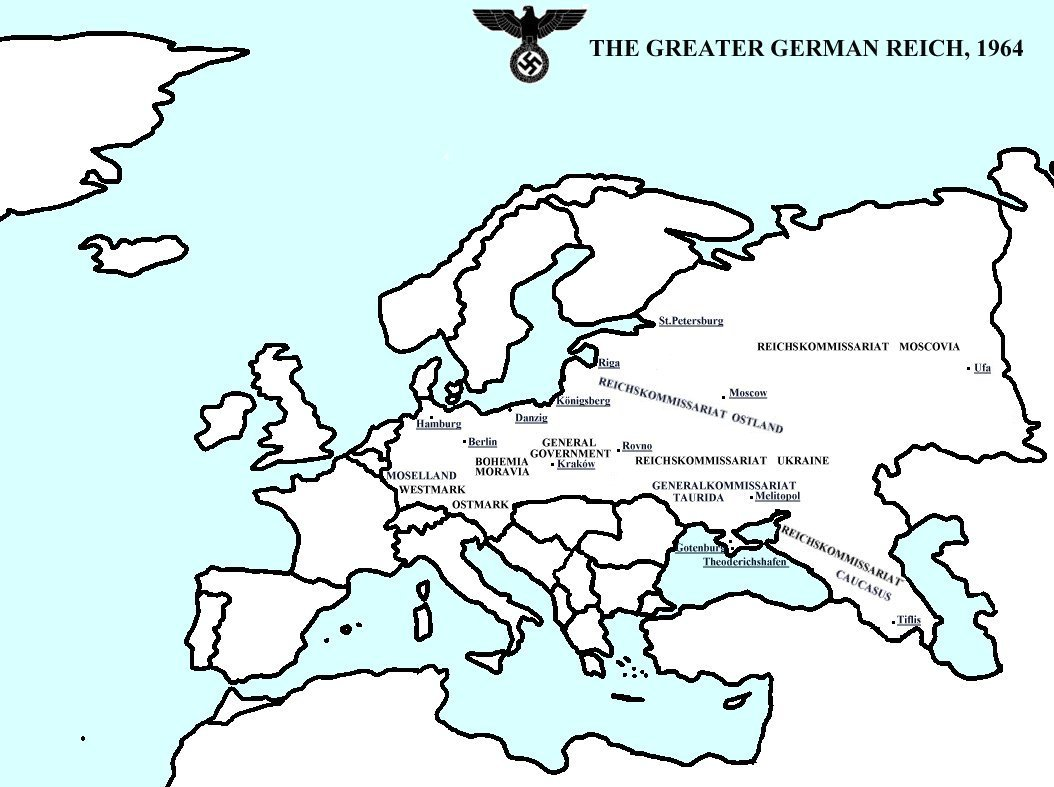
أوروبا الوطن الأم 1964

أكرونيا (بالبولندية: Uchronia) مصطلح يشير إلى فترة زمنية افتراضية أو خيالية لعالمنا، على عكس الأراضي أو العوالم الخيالية تمامًا. يتشابه هذا المفهوم مع التاريخ البديل، ولكن لا يمكن تحديد الأوقات الزمنية بسهولة، ولكن يتم وضعها بشكل أساسي في نقطة بعيدة أو غير محددة قبل الأزمنة الحالية، وهي في بعض الأحيان تذكرنا بعالم مبني. ومع ذلك، يستخدم البعض (أكرونيا) للإشارة إلى تاريخ بديل.
الكلمة هي مصطلح جديد من كلمة يوتوبيا (neologism بمعنى لا مكان)
صاغ هذا المصطلح الفيلسوف الفرنسي تشارلز رينوفييه باعتبارها عنوان روايته «المدينة الفاضلة في التاريخ L'Utopie dans l'histoire» عام 1876 «رسم تخطيطي تاريخي ملفق لتطور الحضارة الأوروبية ليس كما كان ولكن كما قد يكون»، أكرونيا (المدينة الفاضلة في التاريخ).
تم تطبيق المصطلح على المسلسل التلفزيوني لكاتب الخيال العلمي فيليب ك. ديك «الرجل في القلعة العالية The Man in the High Castle»، وفيلم «المؤامرة ضد أمريكا The Plot Against America» للمخرج فيليب روث.
تم إنتاج ثلاثة أفلام تحمل العنوان (اكرونيا):
فيلم الجريمة والمغامرات والكوميديا الفرنسي (اكرونيا) 2016 للمخرج كريستوف جوفيت.
فيلم الفانتازيا والدراما الألماني (اكرونيا) 2019 للمخرج أزين فيذبد.
الفيلم الوثائقي البلجيكي (اكرونيا) 2006 من إخراج بنيامين جهنباني وديميتري دجنباني.

## وصلات خارجية
http://www.uchronia.net/] اكرونيا]
https://www.imdb.com/title/tt13992196/ اكرونيا
https://www.polytechnique.edu/bibliotheque/en/regard-sur-uchronia-dystopia-between-imagination-and-reality اكرونيا
https://www.cambridge.org/core/journals/victorian-literature-and-culture/article/uchronia/140D0C5E3ABA9D412DDA930421B77C20 اكرونيا